# 中原由貴 (女優)
中原 由貴（なかはら ゆうき、1月25日 - ）は、日本の女優。元宝塚歌劇団月組の男役スター。
東京都世田谷区、玉川聖学院高等学校出身。身長169cm。血液型B型。愛称は「ゆうき」。宝塚歌劇団時代の芸名は煌月 爽矢（あきづき さや）。

## 来歴
2004年、宝塚音楽学校入学。
2006年、宝塚歌劇団に92期生として入団。入団時の成績は8番。宙組公演「NEVER SAY GOODBYE」で煌月爽矢として初舞台。その後、月組に配属。
容姿端麗な男役として注目を集め、2011年の「バラの国の王子」で新人公演初主演。
2013年の「ベルサイユのばら」で2度目の新人公演主演。オスカルを演じ、新人公演を卒業。
その後も月組のホープ男役として活躍したが、2016年2月14日、「舞音／GOLDEN JAZZ」東京公演千秋楽をもって、宝塚歌劇団を退団。
退団後は本名の中原由貴として芸能活動を再開。
現在は台湾に渡り、女優・モデル・ダンス講師など幅広い分野で活動している。

## 人物
芸名の由来は“煌”という漢字が大好きなので、それに似合う綺麗な漢字を選び、両親と考えた。
月組公演「WEST SIDE STORY」を母に勧められて観劇し、男役の格好良さに憧れ、絶対男役になると音楽学校受験を決意。宝塚に入ると決めた途端、それまで嫌々通っていたバレエのレッスンさえ好きになってしまった。

## 宝塚歌劇団時代の主な舞台

### 初舞台
- 2006年3 - 5月、宙組『NEVER SAY GOODBYE』（宝塚大劇場のみ）

### 月組時代
- 2006年7 - 8月、『暁（あかつき）のローマ』『レ・ビジュー・ブリアン』（東京宝塚劇場のみ）
- 2007年1 - 4月、『パリの空よりも高く』 - 新人公演：ドアマン（本役：流輝一斗）『ファンシー・ダンス』
- 2007年5月、『ハロー!ダンシング』（バウホール）
- 2007年8 - 11月、『MAHOROBA』『マジシャンの憂鬱』
- 2008年1月、『ホフマン物語』（バウホール） - ヘルマン[注釈 1]／ウィルヘルム[注釈 2]
- 2008年3 - 7月、『ME AND MY GIRL』
- 2008年9月、『グレート・ギャツビー』（日生劇場）
- 2008年11 - 2009年2月、『夢の浮橋』 - 新人公演：五の宮（本役：明日海りお）『Apasionado!!』
- 2009年3月、『SAUDADE（サウダージ）-Jにまつわる幾つかの所以-』（ドラマシティ・昭和女子大学人見記念講堂）
- 2009年5 - 8月、『エリザベート』 - 黒天使（娼婦）、新人公演：ルドルフ（本役：遼河はるひ／青樹泉／明日海りお）[6][2]
- 2009年10 - 12月、『ラスト プレイ』 - 新人公演：クリストファー（本役：龍真咲）『Heat on Beat!（ヒート オン ビート）』[6]
- 2010年2月、『紫子』 - 遠野新八郎『Heat on Beat!（ヒート オン ビート）』（中日劇場）
- 2010年4 - 7月、『THE SCARLET PIMPERNEL（スカーレット ピンパーネル）』 - ベン、新人公演：アルマン・サン・ジュスト（本役：明日海りお／龍真咲）[6]
- 2010年9 - 11月、『ジプシー男爵-Der Zigeuner Baron-』 - カイ、新人公演：パリ（本役：龍真咲）『Rhapsodic Moon（ラプソディック・ムーン）』[6]
- 2011年1月、『Dancing Heroes!』（バウホール）
- 2011年3 - 5月、『バラの国の王子』 - ヤマセミ、新人公演：野獣（王子）（本役：霧矢大夢）『ONE』 新人公演初主演[5][6][7][2]
- 2011年7 - 10月、『アルジェの男』 - ルネ、新人公演：ミッシェル（本役：青樹泉）『Dance Romanesque（ダンス ロマネスク）』
- 2011年11 - 12月、『我が愛は山の彼方に』『Dance Romanesque（ダンス ロマネスク）』（全国ツアー）
- 2012年2 - 4月、『エドワード8世』 - ケント公爵ジョージ王子、新人公演：ガイ・バージェス（本役：龍真咲)『Misty Station』
- 2012年6 - 9月、『ロミオとジュリエット』 - 愛、新人公演：ティボルト（本役：明日海りお／龍真咲）[6][7]
- 2012年10 - 11月、『愛するには短すぎる』 - デイブ・キャシデイ『Heat on Beat!（ヒート オン ビート）』（全国ツアー）
- 2013年1 - 3月、『ベルサイユのばら-オスカルとアンドレ編-』 - ロセロワ／ミッシェル[注釈 3]、新人公演：オスカル・フランソワ・ド・ジャルジェ（本役：龍真咲／明日海りお） 新人公演主演[8][9][10][7]
- 2013年5月、『ME AND MY GIRL』（梅田芸術劇場） - ランベス・キング／電報配達の男
- 2013年7 - 10月、『ルパン-ARSÈNE LUPIN-』 - ウィリアム・ロッジ『Fantastic Energy!』
- 2013年11 - 12月、『THE MERRY WIDOW』（ドラマシティ・日本青年館） - カスカーダ子爵
- 2014年1月、『風と共に去りぬ』（梅田芸術劇場） - フランク・ケネディ
- 2014年3 - 6月、『宝塚をどり』『明日への指針 -センチュリー号の航海日誌-』 - エド四等航海士／マドロス『TAKARAZUKA 花詩集100!!』 - 花の紳士／蘭の男A
- 2014年7 - 8月、『宝塚をどり』『明日への指針-センチュリー号の航海日誌-』 - エド四等航海士『TAKARAZUKA 花詩集100!!』（博多座）
- 2014年9 - 12月、『PUCK（パック）』 - スナッグ『CRYSTAL TAKARAZUKA-イメージの結晶-』
- 2015年2 - 3月、『風と共に去りぬ』（中日劇場） - フランク・ケネディ
- 2015年4 - 7月、『1789-バスティーユの恋人たち-』 - ミシェル
- 2015年11 - 2016年2月、『舞音-MANON-』 - セルジュ・ルーシェ『GOLDEN JAZZ』 退団公演[7]

### 出演イベント
- 2007年9月、TCAスペシャル2007『アロー!レビュー!』（コーラス）
- 2008年3月、『ME AND MY GIRL』前夜祭
- 2011年12月、タカラヅカスペシャル2011『明日に架ける夢』
- 2012年12月、タカラヅカスペシャル2012『ザ・スターズ!〜プレ・プレ・センテニアル〜』
- 2014年12月、タカラヅカスペシャル2014『Thank you for 100 years』
- 2015年9月、愛希れいかミュージック・パフォーマンス『Wonder of Love』[12]
- 2015年12月、タカラヅカスペシャル2015『New Century，Next Dream』

## 宝塚歌劇団退団後の主な活動

### 舞台
- 2017年2 - 3月、『JKニンジャガールズ』（全労済ホール/スペース・ゼロ）[13]
- 2017年3 - 4月、『海街diary』（新国立劇場）[14]
- 2017年4 - 8月、『アメージング八犬伝』（ディファ有明・熊本県立劇場・富山県民会館、他）[15]
- 2019年11月『或る、かぎり』（小劇場B1）[16]

### ラジオ
- 中原由貴のなでしこラジオ(2017年12月 - 2018年11月、FMSalus)[17]

### 関連書籍
- 早花まこ「すみれの花、また咲く頃」（2023年3月、新潮社）[18][19]